# Alfred Douglas Hardy
Alfred Douglas Hardy (1870 – 1958) è stato un botanico e algologo australiano.
Fu un raccoglitore amatoriale di campioni di alghe di acqua dolce.

## Biografia
Hardy lavorò come disegnatore e ufficiale botanico per la Commissione Forestale del Victoria fino al suo pensionamento, avvenuto nel 1936.
Fu anche un naturalista amatoriale, inizialmente con interessi molto ampi, ma in seguito specializzatosi nelle alghe di acqua dolce.
Hardy trasmise molti campioni a George Stephen West, dei quali alcuni furono descritti da West come nuove specie. Nel 1909, West pubblicò un importante articolo sulle alghe d'acqua dolce dello Yan Yean Reservoir interamente basato su campioni raccolti da Hardy.
Una delle nuove specie pubblicate in questo articolo fu denominata Debarya hardyi in onore di Hardy.
Sempre nel 1909, il Melbourne & Metropolitan Board of Works lo nominò "honorary algologist" (algologo onorario), incarico che mantenne per il resto della sua vita. Il suo incarico prevedeva che fornisse rapporti che elencavano le specie di alghe individuate nei vari bacini idrici gestiti dal Board of Works.
Oltre a questi rapporti non pubblicati, Hardy pubblicò almeno 14 articoli sulle alghe d'acqua dolce del Victoria, principalmente sulla rivista Victorian Naturalist.